# Niphotrichum elongatum
Niphotrichum elongatum là một loài Rêu trong họ Grimmiaceae. Loài này được (Ehrh. ex Frisvoll) Bednarek-Ochyra & Ochyra mô tả khoa học đầu tiên năm 2003.

## Hình ảnh

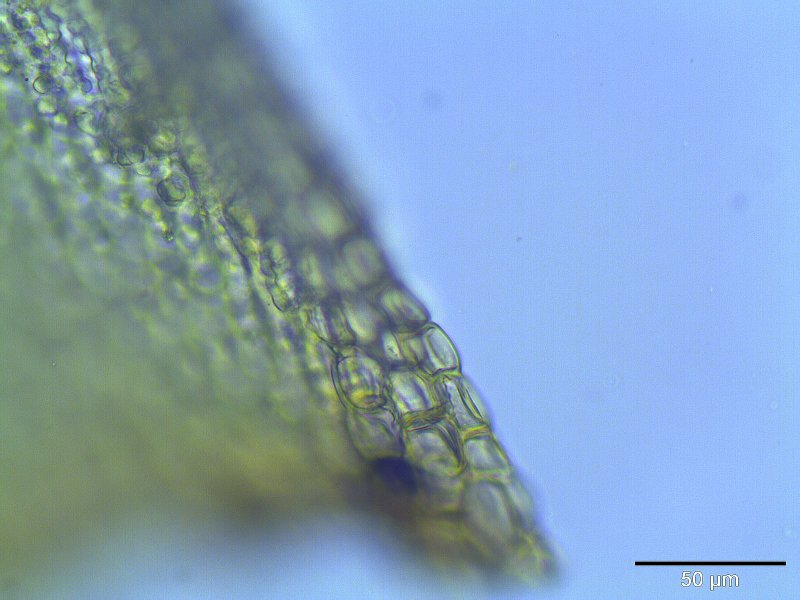
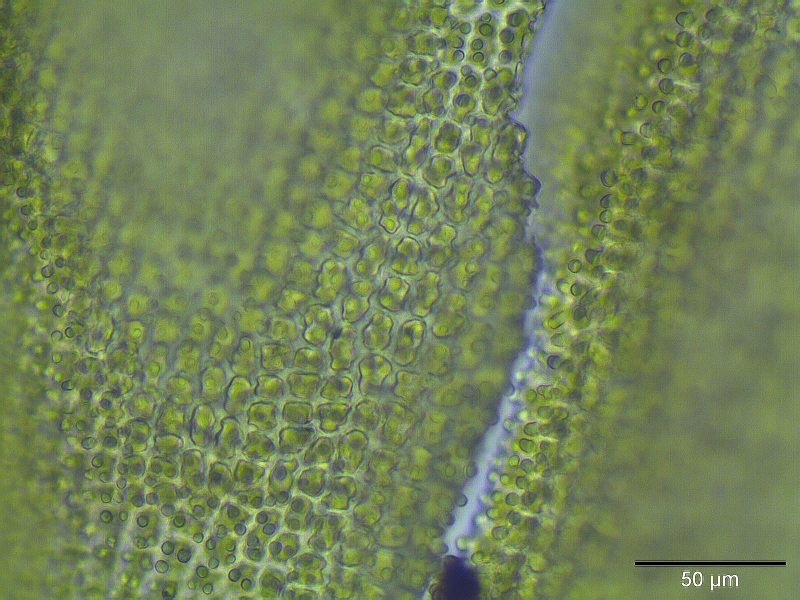